# Lecithocera semirupta
Lecithocera semirupta – gatunek motyli z rodziny Lecithoceridae i podrodziny Lecithocerinae.
Gatunek ten opisany został w 1910 roku przez Edwarda Meyricka, który jako miejsce typowe wskazał Khasis.
Motyl o ciemnobrunatnoszarych głowie i tułowiu, żółtawych i ciemno nakrapianych czułkach i żółtawobrunatnoszarych głaszczkach. Przednie skrzydła o rozpiętości 16 mm wydłużone, o krawędzi kostalnej nieco łukowatej, wierzchołku zaokrąglenie spiczastym, a termenie silnie skośnym i lekko falistym. Barwa skrzydeł przednich ciemnopopielatobrunatna z ciemnobrunatnoszarą strzępiną. Tylne skrzydła szare ze strzępiną jasnoszarą. Odwłok brunatnoszary.
Gatunek endemiczny dla Asamu w Indiach.